# MP-82
El MP-82 (Matériel roulant sur Pneumatiques 1982) es el cuarto modelo de tren sobre neumáticos del Metro de la Ciudad de México, diseñado y construido por Alstom en Francia. En total son 25 trenes (formados de nueve unidades), y circulan por la Línea 8 del Metro de la Ciudad de México. Es también descendiente del MP 73 del Metro de París, aunque su carrocería fue construida similar a la de los trenes que ya existían para el momento en el Metro de la Ciudad de México.
Llegaron a México en 1985 y fueron puestos en circulación en las líneas 1, 3 y 7 y en 1994 fueron incorporados a la línea 8 donde se inauguró en ese mismo año, siendo los trenes sometidos a fiabilización.
Los mismos se mantienen en la actualidad tras 39 años en servicio (de 1985 al presente), tiene el interior al igual que los NM-79 en amarillo con asientos color verde limón y circula en la línea 8.
Un tren de este modelo fue rehabilitado por los técnicos del STC Metro y fue mostrado en un altar de muertos en el Zócalo, actualmente se encuentra en servicio junto con la mayoría de trenes que tiene los colores naranja y verde limón idénticos a la cromática de los FE-07. Recientemente, los trenes MP-82 han sido modificados en el interior, cambiando la posición de sus asientos y pintando el interior de blanco, además de reemplazar el piso del vagón, compartiendo el esquema de pintura de los FE-07 en el exterior y con rehabilitación, tiene interior y pintura también al igual que los NM-73 de este tren que circula en la línea 8.
Es el tercer modelo en ser rehabilitado después de los trenes MP-68 y NM-73 por la propia empresa Alstom.

## Características
- Ancho de vía Ruedas de seguridad: 1,435 mm
- Ancho de Vía de las llantas de tracción: 1,993 mm
- Voltaje usado por el tren: 750 Vcd
- Sistema de tracción: Chopper IGBT
- Sistema de Pilotaje Automático : SACEM para Línea 8 (Antes PA 135 Para líneas 1,3 y 7)
- Sistema de Ventilación: Dispone de rejillas de ventilación y ventiladores en el techo
- Sistema de Aviso de Cierre de Puertas : Tono Monofonico (similar a los Trenes MP-73 Parisinos y NS-74 Chilenos)
- Monocoup : Campana Eléctrica
- Fabricantes: Alsthom - Atlantique FrancoRail CEM
- Procedencia:  Francia
- Series Motrices: M0358 al M0407
- Interiores: Asientos Color Verde y acabados interiores en Blanco y con la rehabilitación asientos de color rojo con contorno gris y acabados de color beige
- Pintura de la carrocería: Naranja h con la rehabilitación naranja con tono de franjas de color gris y la mayoría de los trenes acabado exterior de color naranja matizado con color verde limón.
- Formaciones posibles: 6 vagones M-R-N-N-PR-M o 9 vagones M-R-N-N-PR-N-N-R-M

## Líneas asignadas
- Línea  (1984-1994)
- Línea  (Desde 1994)

## Material rodante
El material rodante está compuesto de la siguiente manera:
| Modelo | Motrices | Composición | Línea | Comentarios |                        |
| ------ | -------- | ----------- | ----- | ----------- | ---------------------- |
| MP-82  | 358/359  |             |       |             |                        |
| MP-82  | 360/361  |             |       |             |                        |
| MP-82  | 362/363  |             |       |             |                        |
| MP-82  | 364/365  |             |       |             |                        |
| MP-82  | 366/367  |             |       |             |                        |
| MP-82  | 368/369  |             |       |             |                        |
| MP-82  | 370/371  |             |       |             |                        |
| MP-82  | 374/375  |             |       |             |                        |
| MP-82  | 376/377  |             |       |             |                        |
| MP-82  | 378/379  |             |       |             |                        |
| MP-82  | 380/381  |             |       |             |                        |
| MP-82  | 382/383  |             |       |             |                        |
| MP-82  | 384/385  |             |       |             |                        |
| MP-82  | 387/386  |             |       |             |                        |
| MP-82  | 388/389  |             |       |             |                        |
| MP-82  | 390/392  |             |       |             |                        |
| MP-82  | 392/393  |             |       |             | Tren CDMX              |
| MP-82  | 394/395  |             |       |             |                        |
| MP-82  | 396/397  |             |       |             |                        |
| MP-82  | 398/399  |             |       |             |                        |
| MP-82  | 401/400  |             |       |             |                        |
| MP-82  | 372/402  |             |       |             |                        |
| MP-82  | 373/403  |             |       |             | Tren Único Fiabilizado |
| MP-82  | 403/404  |             |       |             |                        |
| MP-82  | 405/406  |             |       |             |                        |
| MP-82  | 406/407  |             |       |             |                        |

## Rehabilitación
En 2008 un tren se exhibióun un altar de muertos el zócalo pero el este tren de rehabilitado se les está cambiando las ventanas arriba y abajo con ventanas desplegables basándose a los de pintura a los NM-73.
- Cambio de Sonido de Cierre de Puertas
- Cambio de Letrero Led
- Nuevo Aviso de Próxima Estación (Solo en la Línea 8)
- Bocinas de Radio En la Cabina de Conducción